# 41e méridien est
En géographie, le 41e méridien est est le méridien joignant les points de la surface de la Terre dont la longitude est égale à 41° est.

## Géographie

### Dimensions
Comme tous les autres méridiens, la longueur du 41e méridien correspond à une demi-circonférence terrestre, soit 20 003,932 km. Au niveau de l'équateur, il est distant du méridien de Greenwich de 4 564 km,.
Avec le 139e méridien ouest, il forme un grand cercle passant par les pôles géographiques terrestres.

### Régions traversées
En commençant par le pôle Nord et descendant vers le sud au pôle Sud, Le 41e méridien est passe par:
| Coordonnées          | Pays, territoire ou mer | Notes |
| -------------------- | ----------------------- | --- |
| 90° 00′ N, 41° 00′ E | Océan Arctique          | |
| 80° 29′ N, 41° 00′ E | Mer de Barents          | |
| 67° 40′ N, 41° 00′ E | Russie                  | Péninsule de Kola |
| 66° 43′ N, 41° 00′ E | Mer Blanche             | |
| 66° 00′ N, 41° 00′ E | Russie                  | |
| 43° 26′ N, 41° 00′ E | Abkhazie ou la Géorgie  | l'Abkhazie est un État partiellement reconnu. La plupart des pays considèrent qu'elle fait partie de la Géorgie[réf. nécessaire]. Passe par Sukhumi. |
| 43° 00′ N, 41° 00′ E | Mer Noire               | |
| 41° 12′ N, 41° 00′ E | Turquie                 | |
| 37° 07′ N, 41° 00′ E | Syrie                   | |
| 34° 25′ N, 41° 00′ E | Irak                    | |
| 31° 37′ N, 41° 00′ E | Arabie saoudite         | |
| 19° 20′ N, 41° 00′ E | Mer Rouge               | |
| 15° 34′ N, 41° 00′ E | Érythrée                | Archipel des Dahlak |
| 15° 33′ N, 41° 00′ E | Mer Rouge               | |
| 14° 40′ N, 41° 00′ E | Érythrée                | |
| 13° 57′ N, 41° 00′ E | Éthiopie                | |
| 4° 06′ N, 41° 00′ E  | Kenya                   | |
| 2° 50′ N, 41° 00′ E  | Somalie                 | Le méridien court parallèlement à la frontière avec le Kenya, qui est à environ 1 km à l'ouest                                                       |
| 0° 50′ S, 41° 00′ E  | Kenya                   | Continent et l'île de Pate |
| 2° 12′ S, 41° 00′ E  | Océan Indien            | Passe juste à l'est de la côte du Mozambique |
| 60° 00′ S, 41° 00′ E | Océan Austral           | |
| 68° 38′ S, 41° 00′ E | Antarctique             | Terre de la Reine-Maud, revendiquée par la Norvège                                                                                                   |